# Stazione di Toneri
La stazione di Toneri (舎人駅?, Toneri-eki) è una stazione di Tokyo del people mover Nippori-Toneri liner. La stazione è stata aperta nel 2008 e si trova nel quartiere di Adachi.

## Linee
Toei
● Nippori-Toneri liner

## Struttura
La stazione si trova su viadotto, con una banchina a isola e due binari passanti.
| 1 | ● Nippori-Toneri liner | per Minumadai-shinsuikōen |
| 2 | ● Nippori-Toneri liner | per Nippori               |

## Stazioni adiacenti
| «                    | Servizio             | »                     |
| Nippori-Toneri Liner | Nippori-Toneri Liner | Nippori-Toneri Liner  |
| -------------------- | -------------------- | --------------------- |
| Toneri-kōen          | -                    | Minumadai-shinsuikōen |